# Deganawida
Deganawida (Dos rius que corren junts) fou un cabdill huró, famós predicador del segle xvi i considerat un dels fundadors espirituals de la Confederació Iroquesa amb Hiawatha.
Segons la llegenda, vers el 1570 Deganawida, dit pels mohawk Skennenrahawi ("El pacificador"), baixà d'una canoa blanca de pedra i tingué una visió d'un gran arbre que arribava al cel per comunicar-se amb el Mestre de la Vida, i que interpretà com la germandat de les cinc tribus, i s'hi posà una àliga, en estat d'alerta per la pau. Aleshores s'imposà la missió d'establir, reforçar la pau entre les cinc tribus per ser més forts. Convencé al bruixot onondaga Tatodaho perquè deixés les "males arts" i n'esdevingués "primer orador" o sachem president. Així tota l'energia negativa del món esdevé positiva, i tots els oradors diuen el nom de Tatodaho. Va rebre el suport del cap seneca Hiawatha i de la dona cabdill attawendarok Djigosasen, i va fer una constitució curosament elaborada, transmesa oralment de generació en generació Tanmateix, la seva tribu no es va unir a la Confederació i se'n declarà enemiga mortal.